# Sisimitre
Sisimitre (in greco antico: Σισιμίθρης?, Sisimithres; fl. IV secolo a.C.) o Coriene (in greco antico: Χοριήνης?, Chorienes), fu un signore territoriale sogdiano, la cui fortezza fu conquistata da Alessandro Magno nel tardo autunno del 328 a.C..

## Lo scontro con Alessandro
Nell'autunno del 328 a.C., Alessandro, proveniente da Maracanda (Samarcanda), entrò a Nautaca (l'attuale Šachrisabz). Qui venne a sapere della vicina fortezza rupestre di Sisimitre, che si rifiutava di sottomettersi. Già nella primavera dello stesso anno, Alessandro aveva conquistato la rocca ritenuta inespugnabile di Arimaze, la cosiddetta Rocca sogdiana, e intendeva ripetere l'impresa con il monte di Coriene. La posizione geografica esatta di questa seconda fortezza è incerta. Se davvero si trovava nei pressi di Nautaca, dovrebbe situarsi nelle regioni montuose dell'Uzbekistan meridionale, lungo il corso del fiume Kaškadar'ja, oppure nel Tagikistan occidentale, nei dintorni di Pendžikent. Tuttavia, è stata anche identificata con la rocca di Kuh-i-Nur, in un massiccio montuoso a sud di Feyzabad, nel nord-est dell'Afghanistan. Secondo Arriano, la rupe misurava 20 stadi di altezza (circa 3.500 metri) e 60 di circonferenza (circa 10,6 km), mentre Strabone parla di 15 stadi di altezza (circa 2.600 metri) e 80 di circonferenza (circa 14,2 km). Era difesa da un fossato profondo.
Quando Alessandro arrivò con il suo esercito, iniziò un assedio durato diverse settimane. Di giorno si tentavano assalti alle pareti rocciose, mentre di notte, sotto il comando di Perdicca, Tolomeo e Leonnato, il fossato veniva riempito con pietre e tronchi abbattuti, per rendere accessibile il terreno alle macchine d'assedio. Tuttavia, prima dell'assalto finale, Sisimitre offrì la resa incondizionata, grazie alla mediazione del compatriota Oxiarte, che lo considerava «il più grande codardo della terra». Alessandro lo graziò, lo accolse con favore e gli permise di mantenere la sua fortezza e i suoi territori (detti Gazaba) in qualità di vassallo. Questa decisione suscitò malumori tra i compagni macedoni, ma Alessandro giustificò la sua scelta dicendo che Sisimitre aveva riposto fiducia non nelle sue mura, ma nella sua clemenza. In cambio, Sisimitre dovette consegnare due dei suoi figli come ostaggi. In segno di ulteriore sottomissione, Sisimitre aprì le riserve alimentari della fortezza alle truppe macedoni, che da settimane soffrivano per fame e maltempo invernale. Provvide inoltre 2000 cammelli e diverse mandrie di pecore e bovini, sufficienti per nutrire l'esercito per altri due mesi.
Per celebrare la riconciliazione, Sisimitre organizzò un grande banchetto festivo nella sua rocca, durante il quale fece danzare trenta giovani vergini, tra cui le sue figlie. Secondo Curzio Rufo, fu in questa occasione che Alessandro notò Roxane, che danzava insieme alle altre, e decise di sposarla poco dopo. In segno di gratitudine per l'ospitalità ricevuta, Alessandro donò a Sisimitre 30.000 bovini.

### Fonti primarie
- Arriano, Anabasi 4, 21.
- Curzio Rufo 8, 2 e 4.
- Plutarco, Alessandro 58.
- Strabone 11, 11, 4.
- Epitome di Metz 19 e 24-31.

### Fonti secondarie
- A. B. Bosworth, A Missing Year in the History of Alexander the Great, in The Journal of Hellenic Studies, vol. 101, 1981,  pp. 17-39.
- Waldemar Heckel, Who's Who in the Age of Alexander the Great. Prosopography of Alexander's Empire, Oxford, Blackwell, 2006,  p. 250, ISBN 1-4051-1210-7.
- (DE) Alexander Demandt, Alexander der Große. Leben und Legende, Monaco di Baviera, Beck, 2009,  pp. 239 e seguenti, ISBN 978-3-406-59085-6.